# Frit indhold
Frit indhold, eller fri information, er enhver form for funktionelt værk, kunstværk, eller andet kreativt indhold uden restriktioner for folks frihed til at bruge, videre give, forbedre, eller dele indholdet. En vigtig egenskab er, at hvis frit indhold ændres, udvides eller indarbejdet i et andet værk, skal det afledte værk også distribueres under en fri licens. For at kunne blive betragtet som frit indhold skal et værk tillade ændringer og deling.
Frit indhold omfatter alle værker i public domain og de ophavsretsligt beskyttede værker, hvis licenser overholder og opretholder de ovenstående friheder. Fordi loven tildeler ophavsretshaverne monopol over deres værker, bliver ophavsretsligt beskyttede værker kun frie ved klart og tydeligt at erklære dem som sådan – ofte med en henvisning til – eller en komplet inkludering af – en licenserklæring.
Et værk i public domain kan ikke licenseres, fordi det per definition er uden ophavsret – enten fordi den er udløbet eller fordi rettighedshaveren har giver afkald på samme. Men værket er stadig betragtet som frit indhold, da det må bruges til ethvert ønskeligt formål.

## Libreoggratis
Udover fri som i frihed er der også en anden vigtig betydning af ordet fri: Uden omkostninger. Betydningerne af udtrykket fri kan illustreres med udtrykkene "fri bar," hvilket henviser til prisen/omkostningen, men har meget lidt at gøre med frihed og "ytringsfrihed", der har meget lidt med penge at gøre. Brugen af "fri" i "frit indhold" henviser således til sidstnævnte brug fordi betydningen er alles frihed til at arbejde med indholdet, forstå det, ændre det og dele det med andre. Denne tvetydighed i ordet fri kan give anledning til forvirring – særligt fordi mange (men ikke alle) frie værker også er tilgængelige uden omkostninger.
Mange andre sprog end dansk bruger to forskellige udtryk for disse forskellige betydninger. På dansk er det sommetider praktisk at bruge et præciserende ord for betydningen "uden omkostninger": Gratis. I disse ord er frit indhold altid frit, men ikke nødvendigvis gratis.

## Frit indholdogåbent indhold
Frit indhold-licenser adskiller sig generelt fra åbent indhold-licenser, da disse kræver en "kildekopi" af indholdet for at kunne fungere. Visse frit indhold-licenser har strengere krav. F.eks. kræver GNU Free Documentation License ikke kun en kopi af  kilden, hvorfra indholdet stammer, men at kildekopien skal være i et "transparent" format. Med andre ord i et åbent format, hvor specifikationerne er frit tilgængelige for alle.

## Frit indhold-licenser
Frit indhold-licenser kan være copyleft – dvs. kræve, at modificeringer udgives under samme frie licens. Modsat er ikke-copyleft, hvor der ikke stilles et sådant krav.
De fleste frit indhold-licenser indeholder bestemmelser, der specificerer, at afledte værker skal kreditere den oprindelige skaber af værket. Dette krav fremmer ærlighed og afskrækker plagiering uden at svækker friheden i licensen betydeligt.
GNU Free Documentation License (GFDL) er en copyleft-licens for frit indhold. FreeBSD Documentation License er et eksempel på en ikke-copyleft licens. GNU General Public License (GPL) kan også benyttes som en frit indhold-licens.
Andre eksempler på frit indhold-licenser er nogle af dem skabt af Creative Commons, hvor kommerciel brug og afledte værker tillades – selvom de ikke kræver en kildekopi af den givne licens. Bemærk, at det ikke er alle Creative Commons licenser, der er frit indhold som defineret her.

## Se  også
- Frihed
- Fri software
- Wikimedia Commons
- Åbent indhold
- Public domain
- Free Software Foundation
- GNU
- GPL
- LGPL
- Åbne uddannelsesressourcer - Open Educational Resources

## Eksterne links
- Free Content Definition Arkiveret 22. november 2008 hos  Wayback Machine – Et Wikiproject, der arbejder for at definere frit indhold.